# 服藤収
服藤収（はらふじ おさむ、1939年8月8日 - ）は日本の大蔵官僚。総務庁人事局次長などを務めた。

## 来歴
愛媛県越智郡出身（両親も愛媛県）。愛媛県立今治西高等学校、京都大学経済学部経済学科卒業。1962年 大蔵省入省（主計局総務課）。この見習い時代に「日本経済の計量経済モデル」を作成した。1968年7月10日 高田税務署長。
東京国税局直税部次長、国税庁長官官房総務課長補佐、大臣官房企画官兼国税庁長官官房総務課、大臣官房企画官兼大臣官房調査企画課財政金融研究室総括主任研究官などを務めた後、1981年7月 北海道開発庁予算課長。1983年6月 経済企画庁調整局財政金融課長。1985年6月 経済企画庁総合計画局計画課長。
1986年6月 国税庁長官官房会計課長。1987年6月25日 広島国税局長。
1988年6月21日 総務庁人事局次長兼内閣官房内閣内政審議室内閣審議官。人事行政の総合調整を主に担った。1990年6月29日 退官。
同年6月 日本原子力研究所理事。1995年7月 産業基盤整備基金専務理事。

## 略歴
- 1962年4月：大蔵省入省（主計局総務課）。
- 1966年4月：大臣官房調査課。
- 1967年4月：主税局総務課総務第一係長[5]。
- 1967年11月：主税局国際租税課。
- 1968年7月10日：高田税務署長。
- 1969年8月：証券局企業財務第一課長補佐。
- 1971年7月：国際金融局国際収支課長補佐。
- 1972年7月：国際金融局投資第三課長補佐。
- 1973年7月9日：近畿財務局理財部次長。
- 1975年7月：証券局資本市場課長補佐。
- 1976年7月：東京国税局直税部次長。
- 1977年12月：国税庁長官官房総務課長補佐。
- 1978年7月：大臣官房企画官 兼 国税庁長官官房総務課。
- 1979年7月：大臣官房企画官 兼 大臣官房調査企画課財政金融研究室総括主任研究官。
- 1981年7月：北海道開発庁予算課長。
- 1983年6月：経済企画庁調整局財政金融課長。
- 1985年6月：経済企画庁総合計画局計画課長。
- 1986年6月：国税庁長官官房会計課長。
- 1987年6月25日：広島国税局長。
- 1988年6月21日：総務庁人事局次長 兼 内閣官房内閣内政審議室内閣審議官。
- 1990年6月29日：退官。

## その他
- 趣味はスポーツ観戦（野球、相撲）、読書（歴史、経済小説など）[3]。